# Qingheyi
Qingheyi (kinesiska: 清河驿, 清河驿乡) är en socken i Kina. Den ligger i provinsen Henan, i den centrala delen av landet, omkring 140 kilometer sydost om provinshuvudstaden Zhengzhou. Antalet invånare är 33 853. Befolkningen består av 16 582 kvinnor och 17 271 män. Barn under 15 år utgör 24,0 %, vuxna 15-64 år 68 %, och äldre över 65 år 6,0 %.
Genomsnittlig årsnederbörd är 915 millimeter. Den regnigaste månaden är augusti, med i genomsnitt 182 mm nederbörd, och den torraste är januari, med 7 mm nederbörd.